# Île Le Mauguen
L'île Le Mauguen (auparavant île Alexis-Carrel) est une île rocheuse de l'archipel de Pointe-Géologie (terre Adélie), situé en mer Dumont-d'Urville (océan Austral) au large du continent antarctique.

## Description
L'île Le Mauguen est située dans la partie centrale de l'archipel de Pointe-Géologie, au sud de l'île des Pétrels dont elle est séparée par le chenal Pedersen, large de 150 m. L'île, qui a la forme d'un losange de 300 m de côté, atteint 26 m d'altitude à La Grande Dorsale. Elle avoisine l'île Jean-Rostand, située à 50 m au nord-est, de l'autre côté du passage des Martyrs. Ces deux îles ont une superficie d'environ 0,08 km2, ce qui en fait les plus grandes îles de l'archipel après l'île des Pétrels et l'île du Gouverneur.
Le sud de l'île, beaucoup plus plat, présente une plage de névé flanquée de deux caps fréquentés par les phoques (cap des Crabiers à l'ouest, cap des Weddell à l'est).

## Histoire
Cartographiée en 1950 par la 3e expédition antarctique française en terre Adélie, l'île portait à l'origine le nom d'Alexis Carrel (1873-1944), chirurgien et biologiste de renommée mondiale et prix Nobel de médecine. À la suite de l'accident d'hélicoptère du 8 février 1999 qui a coûté la vie à trois personnes en plein cœur de la base Dumont-d'Urville, l'île a pris le nom de l'une des victimes, Pascal Le Mauguen, alors responsable technique à l'Institut français pour la recherche et la technologie polaires (I.F.R.T.P.).
En février 1963, un manchot Adélie albinos a été découvert au cap nord de l'île, maintenant dénommé « cap de l'Albinos ». À la demande du muséum national d'histoire naturelle, ce spécimen a été capturé.

## Faune et protection de l'environnement
Outre des rookeries de manchots Adélie établies un peu partout sur l'île (plus de 4 000 couples), on y compte plus de 70 couples de pétrels de Wilson et une vingtaine de couples de labbes antarctiques.
Depuis 1995, une « zone spécialement protégée de l'Antarctique » (ZSPA-120) est officiellement reconnue pour six territoires de l'archipel de Pointe-Géologie (îles Le Mauguen, Jean-Rostand, Lamarck et Claude-Bernard, nunatak du Bon-Docteur, et rookerie de manchots empereurs sur la glace de mer de la baie des Empereurs). À ce titre, l'accès à l'île Le Mauguen est réglementé.

### Webographie
- Ressources relatives à la géographie :   - Antarctic Names
  - Composite Gazetteer of Antarctica